# Cattedrale dei Santi Boris e Gleb (Černihiv)
La Cattedrale dei Santi Boris e Gleb (in ucraino Борисоглібський собор?, Borysohlibs'kyj sobor) è una chiesa ortodossa situata nella città di Černihiv nella parte settentrionale dell'Ucraina.
Intitolata ai santi Boris e Gleb la chiesa venne eretta durante il regno di Davyd Svjatoslavič che fu alla guida del Principato di Černihiv dal 1097 al 1123.
Dal XII secolo la cattedrale ha subito numerosi rimaneggiamenti, inizialmente cappella funebre della famiglia Svjatoslavič fu chiesa di un omonimo monastero smantellato nel 1796 su decreto di Caterina II di Russia. Durante la dominazione polacca divenne chiesa dominicana. Nella seconda metà del XVII secolo l'edificio venne ristrutturato in stile barocco. Subì pesanti danni durante la seconda guerra mondiale.
Tra il 1952 e il 1958 la chiesa venne ricostruita nella sua forma originale dall'architetto ucraino Mykola V"jačeslavovyč Cholostenko. La chiesa ha pianta quadrangolare e presenta la tipica struttura a croce inscritta dell'architettura bizantina, sei colonne separano le tre navate che terminano in tre absidi sul lato orientale. Le navate hanno volta a botte sovrastate dalla cupola centrale.
All'interno dell'edificio sono conservate le porte reali realizzate nel XVIII secolo dall'orafo Philipp Jakob IV Drentwett di Augusta su incarico dell'etmano Ivan Mazeppa, con riproduzioni di scene dell'Annunciazione e degli evangelisti. L'iconostasi barocca della cattedrale è invece andata perduta. Degli affreschi originali che decoravano muri e volte rimangono alcuni lacerti con forme geometriche.
L'edificio fa ora parte del complesso di architettura e storia "antica Černihiv" e ospita concerti di musica sacra.